# Budapest Hurricanes 2010
Questa voce raccoglie le informazioni riguardanti i Budapest Hurricanes nelle competizioni ufficiali e amichevoli della stagione 2010.

## Amichevoli
| Budapest 2 ottobre 2010 | Budapest Hurricanes | 19 – 26 | Slovenia | Építők Sporthostel |

| Vienna 17 ottobre 2010 | Vienna Knights | 30 – 14 | Budapest Hurricanes | Freizetpark Schmelz |

| Zagabria 6 novembre 2010 | Zagreb Patriots | 11 – 21 | Budapest Hurricanes |  |

## Statistiche di squadra
| Competizione | %Vittorie | In casa | In casa | In casa | In casa | In casa | In casa | In trasferta | In trasferta | In trasferta | In trasferta | In trasferta | In trasferta | Totale | Totale | Totale | Totale | Totale | Totale |
| Competizione | %Vittorie | G       | V       | N       | P       | Pf      | Ps      | G            | V            | N            | P            | Pf           | Ps           | G      | V      | N      | P      | Pf     | Ps     |
| ------------ | --------- | ------- | ------- | ------- | ------- | ------- | ------- | ------------ | ------------ | ------------ | ------------ | ------------ | ------------ | ------ | ------ | ------ | ------ | ------ | ------ |
| Amichevoli   | .333      | 1       | 0       | 0       | 1       | 19      | 26      | 2            | 1            | 0            | 1            | 35           | 41           | 3      | 1      | 0      | 2      | 54     | 67     |
| Totale       | .333      | 1       | 0       | 0       | 1       | 19      | 26      | 2            | 1            | 0            | 1            | 35           | 41           | 3      | 1      | 0      | 2      | 54     | 67     |